# David Okrent
David Okrent (* 19. April 1922 in  Passaic, New Jersey; † 14. Dezember 2012 in Los Angeles) war ein US-amerikanischer Reaktorphysiker.
Okrent studierte am Stevens Institute of Technology mit dem Master-Abschluss als Ingenieur 1943 und an der Harvard University mit dem Master-Abschluss in Physik 1948 und der Promotion in Physik 1951. Danach war er am Argonne National Laboratory, wo er Senior Physicist wurde und ab 1957 die Abteilung Schnelle Reaktoren und Reaktorsicherheit leitete. 1971 bis zur Emeritierung 1992 war er Professor in der Abteilung Maschinenbau und Luftfahrttechnik an der University of California, Los Angeles. Dort leitete er ein international angesehenes Forschungsprogramm über Reaktorsicherheit.
1987 erhielt er die Glenn Seaborg Medal der American Nuclear Society und 2007 deren George C. Laurence Pioneering Award (für Beiträge zur Reaktorsicherheit). Er war Fellow der American Physical Society, der Society of Risk Analysis und der American Nuclear Society und wurde 1974 Mitglied der National Academy of Engineering für Beiträge zum Entwurf schneller Reaktoren, einschließlich Kritikalitätsexperimenten, Sicherheitstests und -analysen und der Auswertung von Wirkungsquerschnitten von Neutronen (Laudatio). 1961/62 und 1967/68 war er Guggenheim Fellow.
1963 bis 1987 war er im Advisory Committee on Reactor Safeguards (ACRS).

## Schriften (Auswahl)
- H. Greenspan, C. N. Kelber, D. Okrent (Hrsg.): Computing Methods in Reactor Physics. Gordon and Breach Science Publishers, New York ; London ; Paris 1968 (archive.org).
- Harry H. Hummel, David Okrent: Reactivity coefficients in large fast power reactors (= Monograph Series on Nuclear Science and Technology). American Nuclear Society, Chicago, IL 1970.
- David Okrent: Nuclear Reactor Safety: On the History of the Regulatory Process. University of Wisconsin Press, Madison, WI 1981, ISBN 978-0-299-08350-2 (archive.org).